# Leo Feld
Leo Feld, de son vrai nom Leo Hirschfeld (né le 14 février 1869 à Augsbourg, mort le 5 septembre 1924 à Florence) est un traducteur, librettiste et écrivain autrichien.

## Biographie
Ses parents s'installent à Vienne en 1875. Leo Feld, frère du célèbre librettiste Victor Léon et de la pédagogue Eugenie Hirschfeld, étudie la philosophie à Vienne et reçoit son doctorat en 1892. Étudiant, il écrit des feuilletons pour des journaux viennois. Son talent littéraire est soutenu par Jakob Julius David et Hermann Bahr. Sa première œuvre dramatique reçoit le prix Bauernfeld. Lors d'un séjour temporaire à Berlin en 1900, il travaille pour l'Überbrettl. Il est ensuite dramaturge et metteur en scène à Brunswick. Il est ami avec Josef Kainz.
Il est considéré comme l'un des traducteurs les plus idiomatiques de l'anglais, notamment de Charles Dickens.
Il redevient connu du monde de l'opéra grâce aux œuvres d'Alexander von Zemlinsky et de Hans Gál.

## Œuvres
- 1898 : Die Lumpen
- 1904-1906 : Der Traumgörge (première en 1980)
- 1905 : Fräulein Lehrerin
- 1906 : Der Stein von Pisa
- 1909 : Der große Name
- 1916 : Der Ring des Polykrates
- 1917 : Die Dombacher
- 1921 :  Scirocco
- 1922 : Kleider machen Leute
- 1923 : Das verschnörkelte Gitter
- 1925 : Weg im Nebel

## Source de la traduction
- (de) Cet article est partiellement ou en totalité issu de l’article de Wikipédia en allemand intitulé « Leo Feld » (voir la liste des auteurs).